# Senopterina foxleei
Senopterina foxleei är en tvåvingeart som beskrevs av Shewell 1962. Senopterina foxleei ingår i släktet Senopterina och familjen bredmunsflugor. Inga underarter finns listade i Catalogue of Life.